# ملتويات الأجنحة
ملتوية الأجنحة أو غمدية الأجنحة أو رتبة ستربيسبترا(الاسم العلمي: Strepsiptera) من اليونانية (στρέψις = strepsi = ملتوي) + (πτερος = pteron = جناح). وهي حشرات من رتبة داخليات الأجنحة، والتي تتضمن 9 فصائل موجودة حاليًا تتألف من حوالي 600 نوع. وتكون يرقات المراحل الأولية والذكور البالغة قصيرة العمر غير لاطئة، ولكن تقضي معظم حياتها كـطفيليات جوانية على الحشرات الأخرى، مثل النحل، الدبابير، نطاط الأوراق، السمك الفضي والصراصير.

## المظهر والبيولوجية
لدى ذكور الستريبسيبتيرا أجنحة وأرجل وأعين وقرون استشعار، وتبدو ظاهريًا كالذباب، بالرغم من أنه لا يمكن استخدام أجزاء فمها (mouthparts) في التغذية. والعديد من أجزاء الفم لديها يتم تعديلها لتصبح هياكل حسية. وتكون حياة الذكور البالغين قصيرة للغاية (عادةً أقل من خمس ساعات) ولا يتغذون. وتكون الإناث، في كل الفصائل بخلاف مينغينيليداي (Mengenillidae)، غير معروف عنها تركها لمضيفها، وتكون يرقات شكلاً، حيث تفتقر إلى الأجنحة والأرجل. وتُطلق الإناث البتولة فيرومون يستخدمه الذكور لتحديد موقعهن. في الستايلوبديا (Stylopidia)، لدى الأنثى منطقة داخلية منبثقة خارج جسم المضيف، وتتزاوج الذكور عن طريق تمزيق فتحة قناة الحضنة (brood canal) للأنثى، التي تقع بين الرأس ومقدمة الصدر. وتمر الحيوانات المنوية خلال الفتحة في عملية يطلق عليها التلقيح تحت الجلدي (hypodermic insemination). ويلتهم النسل أمه من الداخل في عملية تسمى بـ الولودية الجوفية (hemocelous vivaparity). وبذلك تنتج كل أنثى العديد من الآلاف من يرقات تريونجولين (triungulin)، التي تنبثق من فتحة الحضنة على الرأس، التي تكون منبثقة خارج جسم المضيف. ولدى تلك اليرقات أرجل (تفتقر إلى المدور وفلقة الرجل يشكلان الارتباط المفصلي بين الورك القاعدي وعظم الفخد)، وفعاليًا يبدءون بالبحث عن مضيفين جدد. ومن مضيفيهم أفراد من الرتب ذوات الذنب الشعري (Zygentoma) ومستقيمات الأجنحة (Orthoptera) والصراصير (Blattodea) وفرس النبي (Mantodea) ومتغايرات الأجنحة (Heteroptera) وغشائيات الأجنحة (Hymenoptera) وذوات الجناحين (Diptera). وفي فصيلة الستريبسيبتيرا ميرموكلاسيداي (Myrmecolacidae)، تتطفل الذكور على النمل، بينما الإناث تتطفل على مستقيمات الأجنحة.
تفقس بيوض الستريبسيبتيرا داخل الأنثى، ويمكن ليرقات البلانيديوم (planidium larvae) أن تتحرك بحرية داخل المادة اللبنية النقية (haemocoel) للأنثى، التي هي مميزة لتلك الحيوانات. وللأنثى قناة حاضنة تتواصل مع العالم الخارجي، وتهرب اليرقات من خلالها. وتكون اليرقات نشطة للغاية، بما أن لديها وقتًا محدودًا للعثور على مضيف قبل أن تستهلك احتياطي غذائها. وهذه اليرقات أولية الطور المرحلي (instar) لها عين بسيطة (stemmata) (أعين بسيطة، وحيدة العدسة)، وبمجرد أن تتعلق بمضيف، تدخله عن طريق إفراز إنزيمات تضعف البشرة، عادةً في المنطقة البطنية للمضيف. وتوجد تقارير عن بعض أنواع قامت بدخول بيوض المضيفين. ووجد أن يرقانات هوفندر Stichotrema dallatorreanurn من بابوا غينيا الجديدة تدخل من كاحل (قدم) مضيفها من مستقيمات الأجنحة. وبمجرد أن تصبح بداخل المضيف، تخضع لفرط في التحول (hypermetamorphosis) وتصبح على شكل يرقي أقل حركة، بلا أرجل. وهي تحفز المضيف لإنتاج هيكل كيسي الشكل تتغذى وتكبر بداخله. هذا الهيكل، المصنوع من أنسجة المضيف، يحميها من الدفاعات المناعية للمضيف. وتخضع اليرقات لأربعة أطوار مرحلية أخرى، وهناك فصل في البشرة الأقدم في كل تساقط، ولكن لا نبذ («apolysis بدون ثلاثية الفصوص»)، مما يؤدي إلى تشكل طبقات متعددة حول اليرقة. تُنتج ذكور اليرقات الخادرات بعد التساقط الأخير، ولكن تصبح الإناث بالغات نيوتينوز جديدة مباشرة. وقد يتغير لون وشكل بطن المضيف وعادةً ما يصبح المضيف عقيمًا. وتخضع بعد ذلك الطفيليات للتشرنق (pupation) لتصبح بالغةً. وتنبثق الذكور البالغة من الأجسام المضيفة، بينما تبقى الإناث بالداخل. وقد تحتل الإناث ما يصل إلى 90% من الحجم البطني لمضيفهن.
ولدى ذكور الستريبسيبتيرا البالغة أعين غير تلك التي عند أي حشرة أخرى، مشابهة لأعين الستشيزوتشروال الموجودة عند مجموعة ثلاثية الفصوص (trilobite) المعروفة باسم فاكوبيدا (Phacopida). بدلاً من العين المركبة (compound eye) التي تتكون من مئات إلى آلاف المقلات (ommatidia)، كلٍ بعدسةٍ منفصلة وقادرة على تكوين عنصر صورة (بيكسل)، فأعين الستريبسيبتيران تتكون من عدة دزينات من «العيينات» فقط التي يكون كل منها صورة كاملة. هذه العيينات منفصلة ببشرة و\أو شعرة غليظة، معطية للعين ككل مظهرًا شبيهًا بثمر العليق.
ونادرًا للغاية، قد تعيش العديد من الإناث في مضيف من الستايلوبيزيد؛ العديد من الذكور داخل مضيف واحد هو الأمر الأكثر شيوعًا. ونادرًا ما يتم ملاحظة الذكور البالغين، ومع ذلك، بالرغم من أن العينات قد تُستدرج باستخدام أقفاص تحتوي على إناثٍ عذارى. ويمكن أيضًا جمع العينات الليلية بالأفخاخ الضوئية
ويمكن أن تُغير الستريبسيبتيرا من سلوك مضيفهم. قد تدفع المايرميكولاسيدز النمل المضيف إلى تسلق أعلى أوراق العشب، ربما لزيادة انتشار فيرمونات الإناث لزيادة فرص تحديد موقعهن للذكور.

## التصنيف
الرتبة، المسماة عن طريق وليام كيربي (William Kirby) في 1813، تمت تسميتها نسبة لأجنحتها الخلفية (strepsi = ملتوية، ptera = جناح)، التي تكون مرتكزة بدرجة ملتوية عند الثبات. والأجنحة الأمامية متقلصة إلى أثقال (halteres) (وكان يعتقد في البداية أنها مجففة وملتوية).
والستريبسيبتيرا لغز للمصنفين. في الأصل، كان من المعتقد أنهم مجموعة أخت لفصائل الخنفساء المحرقة وريبيفوريداي (Ripiphoridae)، التي لها نمو طفيلي مشابه وتقلص في الأجنحة الأمامية؛ الأبحاث الجزيئية الأولية اقترحت أن ضمهم كمجموعةٍ أخت للذباب (flies)، في النوع الفرعي المسمى هالتيريا (halteria)، التي لديها زوج واحد من الأجنحة المُعدلة لتصبح أثقالاً، وفشلوا في دعم قرابتهم بالخنفساء. مع ذلك، فالمزيد من الدراسات الجزيئية الأكثر حداثة، تقترح أنهم خارج النوع الفرعي الميكوبتريدا (التي تحتوي على الديبترا (Diptera) والليبيدوبتيرا (Lepidoptera))، ومع ذلك لا يوجد دليل قوي على القرابة لأي المجموعات الموجودة الأخرى. ودراسة موقعهم التطوري صعب بسبب الصعوبات في التحليل التطوري للسلالات المنبثقة من جذب الفروع الطويلة (long branch attraction). وأكثر الستريبساتيرا قاعدية هي الأحفورة بروتونكسنوس جانزيني (Protoxenos janzeni) المُكتشفة في الكهرمان البلطقي، بينما أكثر الستريبسيبتيرا الحية قاعدية هي باهياكسينوز ريليكتوز (Bahiaxenos relictus)، العضو الوحيد في فصيلة باهياكسينوز. أول أحفورة للستريبسيبتيرا معروفة هي كريتوستيلوبس انجيلاي (Cretostylops engeli)، المُكتشفة في الكهرمان الطباشيري الأوسط في بورما.
وتقترح بشدة دراسة جزيئية أن أقرب العلاقات لتلك الرتبة هي مغمدات الأجنحة (الخنفساء).

### الفصائل
الستريبسيبتيرا لها مجموعتان أساسيتان: الستايلوبيديا (Stylopidia) والمينغينيليديا (Mengenillidia). تتضمن المينغينيليديا ثلاثة أنواع منقرضة (كريتوستايلوبيداي، بروتوكسينيداي، ومينغيداي) (Cretostylopidae, Protoxenidae, and Mengeidae) بالإضافة إلى فصيلتين موجودتين (باهياكسينيداي مينغينيليداي؛ مع العلم بأن الأخيرة غير أحادية العرق.) ويُعتبرون أكثر بدائية، والإناث المعروفة (مينغينيليداي فقط) هي حرة المعيشة، بأرجل إضافية وقرون استشعار. وللإناث فتحة تناسلية وحيدة. وللذكور فكوك علوية قوية، وشفاه مميزة، وأكثر من خمسة أجزاء قرنية استشعارية.
المجموعة الأخرى، الستايلوبيداي، تتضمن سبع فصائل: كوريوكسينيداي (Corioxenidae)، هاليكتوفاغيداي (Halictophagidae)، كاليفاريكسينيداي (Callipharixenidae)، بوهارتيليداي (Bohartillidae)، إيلينتشيداي (Elenchidae)، مايرميكولاسيداي (Myrmecolacidae)، وستايلوبيداي (Stylopidae). وكل الستايلوبيدا لها إناث طفيلية داخلية ذات العديد من الفتحات التناسلية.
الستايلوبيداي لهم رصغيات قدمية رباعية الأجزاء، وقرون استشعار من أربعة إلى ستة أجزاء، بجزءٍ ثالث له عملية عرضية. وقد تكون الفصيلة ستايلوبيداي شبه عرقية (paraphyletic). إيلينتشيداي لهم رصغيات قدمية ثنائية الأجزاء، وقرون استشعار من أربعة أجزاء، بجزءٍ ثالث له عملية عرضية. الهاليكتوفاغيداي لهم رصغيات قدمية ثلاثية الأجزاء، وقرون استشعار سباعية الأجزاء، بعملياتٍ عرضية من الأجزاء الثالثة للرابعة.
والستايلوبيداي غالبًا ما تكون طفيلية على الدبابير والنحل، الإيلينتشيداي معروف عنه أنه طفيلي على الفلقورينات (Fulgoroidea)، بينما الهاليكتوفاغيداي تتواجد على نطاط الأوراق، ونطاط الأشجار والكريكت.

## وصلات خارجية
- Strepsiptera in Baltic amber (www.amber-inclusions.dk)Strepsiptera, Mengeidae, Mengea tertiaria
- http://tolweb.org/tree?group=Strepsiptera
- Survey of Modern Counterparts of Schizochroal Trilobite Eyes: Structural and Functional Similarities and Differences
- Family outline: Strepsiptera